# Route nationale 735
Die Route nationale 735, kurz N 735 oder RN 735, war eine französische Nationalstraße, die von 1933 bis 1973 auf der Île de Ré verlief. Ihre Länge betrug 30 Kilometer. 1988 wurde die abgestufte Straße an die neu erstellte Brücke angeschlossen, über welche die Nationalstraße 237 verläuft.